# Лејк Ка-Хо (Илиноис)
Лејк Ка-Хо (енгл. Lake Ka-Ho) град је у америчкој савезној држави Илиноис.

## Демографија
По попису из 2010. године број становника је 237.
| Група             | 2000.    | 2010.       |
| Белци             | 0 (0,0%) | 232 (97,9%) |
| Афроамериканци    | 0 (0,0%) | 0 (0,0%)    |
| Азијати           | 0 (0,0%) | 0 (0,0%)    |
| Хиспаноамериканци | 0 (0,0%) | 1 (0,4%)    |
| Укупно            | 0        | 237         |